# Jimmy Walthour
Jimmy Walthour Junior, né le 3 janvier 1910, à New York, et mort le 29 janvier 1983 à Waukegan, États-Unis, est un coureur cycliste. Il a commencé sa carrière comme sprinter, puis devint un coureur de six jours
Jimmy Walthour Jr. est issu d'une famille de cyclistes. Son père Jimmy Walthour Sr. et son oncle "Bobby" Walthour Sr. étaient jumeaux. Jimmy Sr. était avec sa femme dans le music-hall. Bobby Walthour était l'un des cyclistes, sur piste, les plus célèbres, avant la Première Guerre mondiale et deux fois Champion du monde de demi-fond.
Jimmy Walthour Jr. a marché sur les traces de son oncle et a décidé de pratiquer le cyclisme sur piste. À la fin des années 1920 et dans les années 1930, il a couru un total de 89 courses de six jours en Amérique du Nord et en Europe ; il en a remporté 14, le plus souvent avec Albert Crossley. Jimmy Walthour est classé premier coureur américain, à la 44e place avec 146 points au classement général des coureurs de six jours. Pour son premier engagement professionnel en 1928, il a renoncé à participer aux Jeux Olympiques à Amsterdam. Son cousin Robert Walthour Junior, fils de Bobby Walthour Sr., était aussi un coureur de six jours à succès.
Il est intronisé au Temple de la renommée du cyclisme américain en 2008.

## Biographie
Jimmy Walthour grandit à New York dans le quartier du Madison Square Garden. Sous la direction de son père, Jimmy, adolescent, commence la compétition cyclistes amateurs et à quinze ans est reconnu comme un prodige du cyclisme. En 1927, à l'âge de 17 ans, Jimmy remporte le Championnat amateur des États-Unis sur piste et sur route. Il est choisi pour représenter les États-Unis, dans le cyclisme, aux Jeux olympiques d'Amsterdam de 1928, mais signe un contrat professionnel avec John Chapman, promoteur de course de six jours. Chapman lui établi un contrat de 100.000 $, ce qui fait de lui, avec Babe Ruth, l'un des athlètes les mieux payés de l'époque. Le contrat de Walthour l'oblige à ne pas se marier pendant six ans, une disposition du promoteur, qui pensait construire une base de fans de jeunes femmes. Mais Walthour se marie peu après avec une jeune actrice de Broadway. En partenariat avec une autre recrue, Franz Dülberg Jr. le duo remporte les six jours de Détroit et les six jours de Chicago en novembre 1928.
Entre 1928 et 1940, Jimmy participe à 89 courses de six jours. Au cours de cette période, avec 38 podiums : 14 victoires, 15 deuxièmes places et 9 troisièmes places. 43 % du temps Jimmy et son partenaire finissent sur le podium.

## Palmarès
- 1927
  -  Champion des États-Unis amateur
- 1928
  - Six jours de Détroit avec Franz Dülberg Jr.
  - Six jours de Chicago en novembre avec Franz Dülberg Jr.
- 1933
  - Six jours de Chicago avec Ewald Wissel
- 1934
  - Six jours de Pittsburgh avec Henri Lepage
  - Six jours de Toronto avec Fred Ottevaire et Reginald Fielding
- 1935
  - Six jours de Los Angeles avec Albert Crossley
  - Six jours de Pittsburgh avec Albert Crossley et Charly Winter
  - Six jours de Toronto avec Albert Crossley
- 1936
  - Six jours de Toronto avec Charly Winter
  - Six jours de New York avec Albert Crossley
- 1938
  - Six jours de Milwaukee avec Albert Crossley
  - Six jours de Pittsburgh avec Albert Crossley
- 1939
  - Six jours de Cleveland avec Albert Crossley
- 1940
  - Six jours de Pittsburgh avec Bob Thomas